# Carex latisquamea
Carex latisquamea là một loài thực vật có hoa trong họ Cói. Loài này được Kom. mô tả khoa học đầu tiên năm 1901.